# Christian Peak
Christian Peak är en bergstopp i Kanada.   Den ligger i provinsen Alberta, i den centrala delen av landet, 3 100 km väster om huvudstaden Ottawa. Toppen på Christian Peak är 3 390 meter över havet, eller 118 meter över den omgivande terrängen. Bredden vid basen är 0,39 km. Christian Peak ingår i Rocky Mountains.
Terrängen runt Christian Peak är huvudsakligen bergig.Trakten runt Christian Peak är nära nog obefolkad, med mindre än två invånare per kvadratkilometer.. Det finns inga samhällen i närheten. 
Trakten runt Christian Peak består i huvudsak av gräsmarker.